# جيز (يونسي)
جیز (بالفارسية: جیز) هي مستوطنة تقع في إيران في قسم يونسي الريفي.